# Volcán Ichinski
El volcán Ichinsky (en ruso: Ичинский o Ичинская сопка, Ichinskaya sopka) es un gran estratovolcán ruso ubicado en la parte central de la península de Kamchatka, administrativamente en el krai de Kamchatka. Con 3607 metros, es el pico más alto de la cordillera Sredinny, la cordillera central de la península. Ichinsky también se encuentra entre los volcanes más grandes de Kamchatka, con un volumen de aproximadamente 450 km³. Tiene una prominencia de 3125 m, que lo clocan en el 75.º del mundo.
El volcán está coronado por una caldera cumbre de 3 por 5 km, dentro de la cual se elevan dos domos de lava que son los picos más altos. Toda el área de la cumbre está cubierta por una sustancial capa de hielo, y son varios los grandes  glaciares que descienden por los flancos del cono. Hay actividad fumarólica continua dentro de la caldera.
Una docena más de domos de lava de dacita y de riodacita se encuentran en los flancos del volcán, debajo del borde de la caldera. Las coladas de lava basáltica y dacítica se extienden y forman los flancos inferiores, algunos de hasta 10−15 km.

## Clima
| Parámetros climáticos promedio de Volcán Ichinski (1991-2020) | Parámetros climáticos promedio de Volcán Ichinski (1991-2020) | Parámetros climáticos promedio de Volcán Ichinski (1991-2020) | Parámetros climáticos promedio de Volcán Ichinski (1991-2020) | Parámetros climáticos promedio de Volcán Ichinski (1991-2020) | Parámetros climáticos promedio de Volcán Ichinski (1991-2020) | Parámetros climáticos promedio de Volcán Ichinski (1991-2020) | Parámetros climáticos promedio de Volcán Ichinski (1991-2020) | Parámetros climáticos promedio de Volcán Ichinski (1991-2020) | Parámetros climáticos promedio de Volcán Ichinski (1991-2020) | Parámetros climáticos promedio de Volcán Ichinski (1991-2020) | Parámetros climáticos promedio de Volcán Ichinski (1991-2020) | Parámetros climáticos promedio de Volcán Ichinski (1991-2020) | Parámetros climáticos promedio de Volcán Ichinski (1991-2020) |
| Mes                                                           | Ene.                                                          | Feb.                                                          | Mar.                                                          | Abr.                                                          | May.                                                          | Jun.                                                          | Jul.                                                          | Ago.                                                          | Sep.                                                          | Oct.                                                          | Nov.                                                          | Dic.                                                          | Anual                                                         |
| ------------------------------------------------------------- | ------------------------------------------------------------- | ------------------------------------------------------------- | ------------------------------------------------------------- | ------------------------------------------------------------- | ------------------------------------------------------------- | ------------------------------------------------------------- | ------------------------------------------------------------- | ------------------------------------------------------------- | ------------------------------------------------------------- | ------------------------------------------------------------- | ------------------------------------------------------------- | ------------------------------------------------------------- | ------------------------------------------------------------- |
| Temp. máx. abs. (°C)                                          | 7.6                                                           | 6.6                                                           | 8.4                                                           | 13.8                                                          | 19.8                                                          | 25.6                                                          | 30.1                                                          | 27.8                                                          | 25.4                                                          | 19.4                                                          | 13.0                                                          | 8.8                                                           | 30.1                                                          |
| Temp. máx. media (°C)                                         | -7.8                                                          | -7.5                                                          | -3.7                                                          | 0.6                                                           | 5.7                                                           | 10.2                                                          | 14.0                                                          | 14.7                                                          | 12.1                                                          | 6.5                                                           | -0.3                                                          | -5.7                                                          | 3.2                                                           |
| Temp. media (°C)                                              | -11.2                                                         | -11.2                                                         | -7.4                                                          | -2.4                                                          | 2.7                                                           | 7.4                                                           | 11.3                                                          | 12.1                                                          | 9.5                                                           | 3.9                                                           | -3.0                                                          | -9.0                                                          | 0.2                                                           |
| Temp. mín. media (°C)                                         | -14.8                                                         | -15.0                                                         | -11.0                                                         | -5.4                                                          | 0.3                                                           | 5.3                                                           | 9.3                                                           | 10.1                                                          | 6.9                                                           | 1.4                                                           | -5.9                                                          | -12.5                                                         | -2.6                                                          |
| Temp. mín. abs. (°C)                                          | -36.1                                                         | -35.1                                                         | -31.0                                                         | -26.7                                                         | -10.7                                                         | -2.3                                                          | 1.1                                                           | -0.8                                                          | -3.9                                                          | -12.6                                                         | -23.9                                                         | -30.0                                                         | -36.1                                                         |
| Precipitación total (mm)                                      | 19                                                            | 18                                                            | 21                                                            | 18                                                            | 38                                                            | 37                                                            | 54                                                            | 84                                                            | 72                                                            | 77                                                            | 61                                                            | 30                                                            | 529                                                           |
| Días de precipitaciones (≥ 1 mm)                              | 12.6                                                          | 10.0                                                          | 11.9                                                          | 12.3                                                          | 11.0                                                          | 11.3                                                          | 14.3                                                          | 15.8                                                          | 15.3                                                          | 21.1                                                          | 21.8                                                          | 16.6                                                          | 174                                                           |
| Horas de sol                                                  | 84                                                            | 118                                                           | 183                                                           | 170                                                           | 159                                                           | 156                                                           | 132                                                           | 128                                                           | 141                                                           | 83                                                            | 51                                                            | 53                                                            | 1458                                                          |
| Fuente n.º 1: Погода и климат                                 |                                                               |                                                               |                                                               |                                                               |                                                               |                                                               |                                                               |                                                               |                                                               |                                                               |                                                               |                                                               |                                                               |
| Fuente n.º 2: climatebase.ru                                  |                                                               |                                                               |                                                               |                                                               |                                                               |                                                               |                                                               |                                                               |                                                               |                                                               |                                                               |                                                               |                                                               |